# ОМ
Вижте пояснителната страница за други значения на Ом.
„ОМ“, или „Офичине Меканике“, е италиански бивш производител на транспортна техника.

## История
Компанията е основана през 1899 г. от милански инженери и конструктори, като първоначалната дейност е разработка на транспортни системи. Компанията е основана от Джовани Миани, Бенедето Грондона и Паоло Дзамбели, които са основните сътрудници в компанията. През 1933 г. компанията започва съвместна работа с италианския гигант Фиат. През 1937 г. компанията придобива фабриката за автомобили в Бреша.

## Автомобили
Първият автомобил с марката ОМ е произведен през 1918 г. Той е наречен ОМ Ес 305 25/35 КС.

## Железопътен транспорт
Компанията проектира редица трамвайни системи като тази във Флоренция.